# Nemčice
Nemčice es un municipio del distrito de Topoľčany en la región de Nitra, Eslovaquia, con una población estimada a final del año 2024 de 942 habitantes.
Se encuentra ubicado al norte de la región, cerca del río Nitra (cuenca hidrográfica del Danubio) y de la frontera con las regiones de Trnava y Trenčín.

## Demografía
| Año        | 1994 | 2004 | 2014    | 2024    |
| ---------- | ---- | ---- | ------- | ------- |
| Población  | 0    | 938  | 980     | 942     |
| Diferencia |      | –    | +4,47 % | −3,87 % |

| Año        | 2023 | 2024    |
| ---------- | ---- | ------- |
| Población  | 943  | 942     |
| Diferencia |      | −0,10 % |